# Fulica rufifrons
Fulica rufifrons là một loài chim trong họ Rallidae.